# Field Commander Cohen: Tour of 1979
Field Commander Cohen: Tour of 1979 è un album discografico live del cantautore folk canadese Leonard Cohen, pubblicato nel 2001. Le registrazioni sono datate 1979 e sono ricavate da alcuni concerti tenuti in Inghilterra.

## Tracce
1. Field Commander Cohen – 4:25
2. The Window – 5:51
3. The Smokey Life – 5:34 (duetto con Jennifer Warnes)
4. The Gypsy's Wife – 5:20
5. Lover Lover Lover – 6:31
6. Hey, That's No Way to Say Goodbye – 4:04
7. The Stranger Song – 4:55
8. The Guests – 6:05
9. Memories – 4:38
10. Why Don't You Try – 3:43 (duetto con Sharon Robinson)
11. Bird on the Wire – 5:10
12. So Long, Marianne – 6:44